# Ela é Carioca
"Ela é Carioca" é uma canção de bossa nova compostar em 1963 por Antônio Carlos Jobim, com letra em português por Vinícius de Moraes. As letras em inglês foram escrita por Ray Gilbert.
John Bush na AllMusic chamou a canção de "uma sequencia alegre da Garota de Ipanema,'" que também foram escritor por Jobim e Moraes, e incluir letras sobre uma mulher jovem do Rio de janeiro.
A canção foi usando como titulo em um filme documentário de 2005 sobre "o amor do Tom Jobim para o Rio de Janeiro e a influencia que teve na sua musica" - Tom Jobim: She’s a Carioca.
A primeira gravação do música era pelo Os Cariocas em 1963. O propio Antônio Carlos Jobim gravou a música no seu álbum de 1965, The Wonderful World of Antônio Carlos Jobim.